# Saint-Séverin (Frankrijk)
Saint-Séverin is een gemeente in het Franse departement Charente (regio Nouvelle-Aquitaine) en telt 731 inwoners (1999). De plaats maakt deel uit van het arrondissement Angoulême.

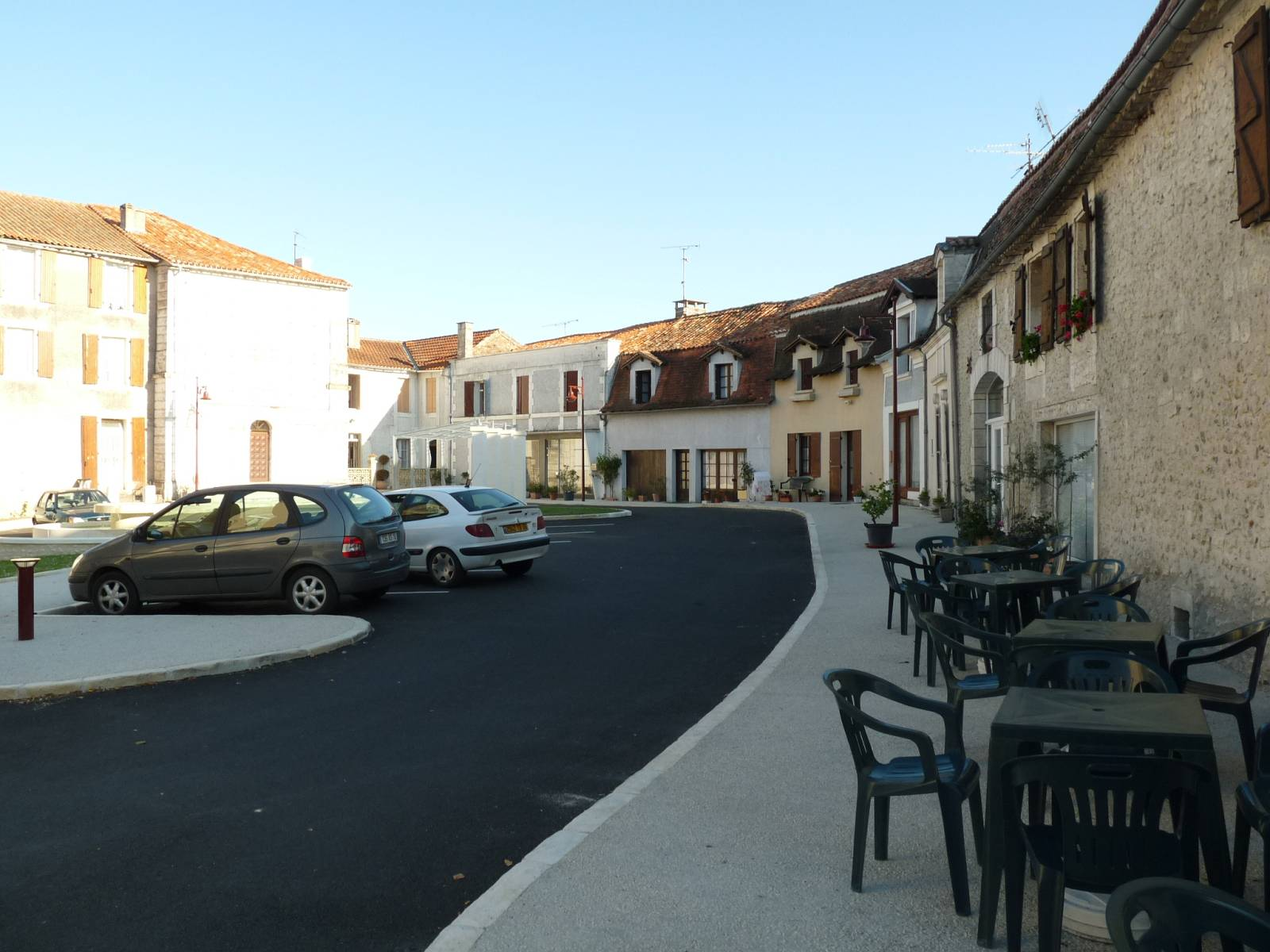
Centrum
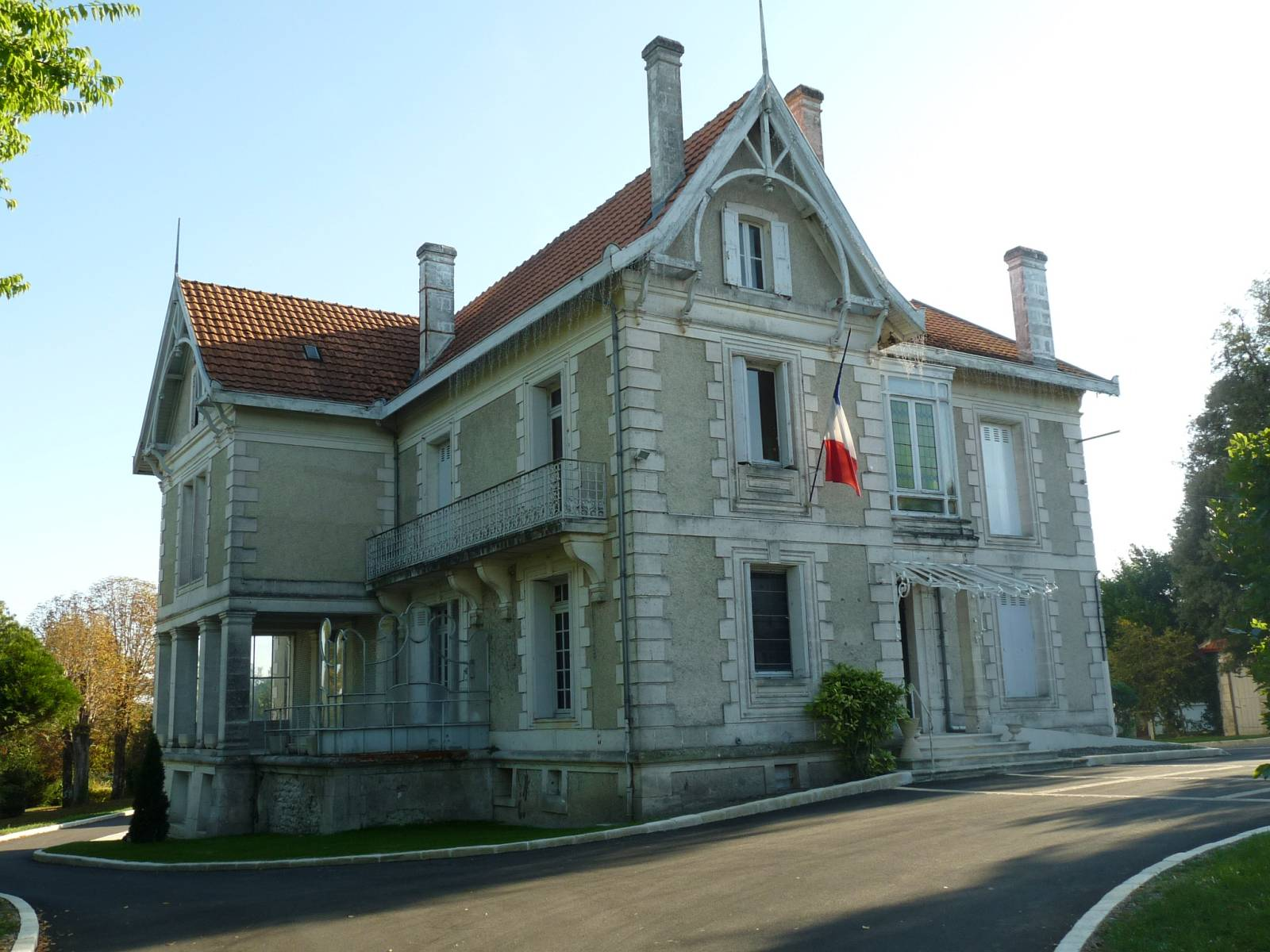
Gemeentehuis

## Geografie
De oppervlakte van Saint-Séverin bedraagt 14,9 km², de bevolkingsdichtheid is 49,1 inwoners per km².
De onderstaande kaart toont de ligging van Saint-Séverin (Frankrijk) met de belangrijkste infrastructuur en aangrenzende gemeenten.

## Demografie
Onderstaande figuur toont het verloop van het inwonertal (bron: INSEE-tellingen).